# Hammermühle (Mitterteich)
Hammermühle ist eine Einöde der Stadt Mitterteich im Oberpfälzer Landkreis Tirschenreuth. Hammermühle gehörte ursprünglich zur Gemeinde Großensterz und wurde mit Großensterz am 1. April 1971 nach Mitterteich eingemeindet.

## Geschichte
Bereits im 14. Jhd. wird hier die „Hammermul“ erwähnt. Von 1473 stammt ein Erbbrief für den Abt des Klosters Waldsassen  Nikolaus IV. für den „Hammer zunächst unter Falkenberg an der Nab“. Ebenso wird im kurpfälzischen Ämterverzeichnis von 1560, 1622 und 1635 in Hammermühl eine Mannschaft genannt. 1792 ist hier eine Mahlgerechtsame für zwei Mühlen und eine Walkmühle, alles gehört mit niederer und hoher Gerichtsbarkeit zum Kloster Waldsassen.
Der Eisenhammer und die weiteren Mühlen wurde vom Wasser der Wondreb betrieben.